# 25275 Jocelynbell
25275 Jocelynbell è un asteroide della fascia principale. Scoperto nel 1998, presenta un'orbita caratterizzata da un semiasse maggiore pari a 2,3659596 au e da un'eccentricità di 0,1093568, inclinata di 7,98004° rispetto all'eclittica.
L'asteroide è dedicato  all'astrofisica nordirlandese Susan Jocelyn Bell.